# Hrušovany nad Jevišovkou
Hrušovany nad Jevišovkou (in tedesco Grußbach) è una città della Repubblica Ceca facente parte del distretto di Znojmo, in Moravia Meridionale.